# Jugoslovanska strokovna zveza
Jugoslovanska strokovna zveza (kratica:JSZ) je bila slovenska politična stranka in organizacija.
Ustanovljena je bila 28. 9. 1909 kot centrala krščanskosocialnih strokovnih organizacij Slovenske ljudske stranke, v katero so bila vključena posamezna strokovna društva. Konec leta 1913 je bilo na Kranjskem 61 skupin z 4772 člani. Njihovo glasilo je bilo Naša moč, od 1922 Pravica, od 1928 dalje Delavska pravica. JSZ je po letu 1927, ko je dobila novo vodstvo, sprejela nov statut in postala pravi moderni delavski sindikat, ki se je vedno bolj oddaljeval od vodstva SLS in junija 1932 dokončno prelomil z njim. Ukinjena je bila 1941.